# Полуяновское сельское поселение (Смоленская область)
Полуя́новское се́льское поселе́ние — упразднённое муниципальное образование в составе Демидовского района Смоленской области России.
Административный центр — деревня  Полуяново. На территории поселения находились 8 населённых пунктов.
Образовано Законом Смоленской области от 28 декабря 2004 года. Упразднено Законом Смоленской области от 28 мая 2015 года с включением всех входивших в него населённых пунктов в Титовщинское сельское поселение

## Географические данные
- Общая площадь: 59,27 км²
- Расположение: западная часть Демидовского района
- Граничит:
  - на севере — с Бородинским сельским поселением
  - на северо-востоке — с Титовщинским сельским поселением
  - на юго-востоке — с Дубровским сельским поселением
  - на юге и западе — с Руднянским районом
- По территории поселения проходит автомобильная дорога Демидов — Понизовье.
- Крупная река: Каспля.

## Экономика
2 коллективных фермерских хозяйства.

## Населённые пункты
В состав поселения входили следующие населённые пункты:
- Деревня Полуяново — административный центр
- Андреево, деревня
- Боярщина, деревня
- Кобызи, деревня
- Крупенино, деревня
- Поречье, деревня
- Савенки, деревня
- Шелуганово, деревня

Общая численность населения — 280 человек.